# Poniklo Imre
Poniklo Imre (Budapest, 1974–) dalszerző, énekes, gitáros, billentyűs, az Amber Smith frontembere.

## Pályafutása
A Fanzine nevű kísérletező indie együttesben kezdett zenélni. Feloszlásuk után alapította meg az Amber Smith-t, amelynek mai napig frontembere. Ezzel eddig hét nagylemezt, valamint számos kislemezt és EP-t jelentetett meg. 2008-as, ''Introspective'' című albumuk a rákövetkező évben Fonogram díjat nyert.
Társszerzője és előadója Yonderboi 2005-ös visszatérő kislemezének, a Were You Thinking of Me?-nek (2006-2007 során pedig koncertzenekarának, a Kings of Oblivionnak alkalmi tagja is).
Alapítója és dalszerző/gitárosa a már nem létező Raina poszt-rock instrumentális formációnak.
2009 szeptemberében jelentette meg első, cím nélküli szólólemezét. Az anyagon az Amber Smith-es Bátor Bence dobol, basszusgitáron pedig Michael Kentish (The Random Chocolates) játszik. A lemezt bevezető klip/kislemez, az "Éjjel" sikeres rádiós és tévés sláger volt 2010 során, majd 2010 nyarán a The Moog zenekar frontemberével, Szabó Tamással közösen jelentett meg dalt "Grace" címmel. Második szólólemeze <nowiki> A Föld körül címmel jelent meg 2016 szeptemberében.
2011 őszén alapították a The Poster Boy nevű zenekart Mayer Noel Richard gitáros/énekessel. Három lemezük jelent meg, a második, a Bonjour, C'est Pop Deux 2013-ban Fonogram-díjat kapott, és az év őszén bemutatták Japánban is egy akusztikus turné keretében.
2014-ben poplemezt irt és rögzített Hámori Gabriella színésznővel Nem örmény népzene címmel.
Saját karrierje mellett alkalmanként David Bowie-tribute koncertek szervezője. 2007-2015 a Starmans formáció alapítója és vezetője volt, majd 2016-tól A KFT-dobos Márton András segítségével szervez évente egy alkalommal tisztelgést Bowie előtt az A38 hajón.

## Diszkográfia
Albumok
1. Neon (w/Fanzine, szerzői kiadás, 1997)
2. Minden (w/Fanzine, szerzői kiadás, 1999)
3. Nincs szükség ránk (w/amber smith, szerzői kiadás, 2001)
4. My Little Servant (w/amber smith, Firestation Records, 2003)
5. rePRINT (w/amber smith, Kalinkaland Records, 2006)
6. Introspective (w/amber smith, Mp3 International, 2008)
7. Splendid Isolation (w/Yonderboi, Mole Recording Pearls, 2005)
8. Poniklo (Zene 360, 2009)
9. Amber Smith (w/amber smith, szerzői kiadás, 2012)
10. Melody (w/The Poster Boy, Firestation Records/Bama Records, 2012)
11. Bonjour, C'est Pop Deux (w/The Poster Boy, szerzői kiadás, 2013)
12. Nem örmény népzene (w/Hámori Gabriella, szerzői kiadás, 2014)
13. Modern (w/amber smith, szerzői kiadás, 2015)
14. A Föld körül (Poniklo, szerzői kiadás, 2016)
15. New (w/amber smith, szerzői kiadás, 2017)
16. On the Count of Three (w/The Poster Boy, szerzői kiadás,2017)
17. Record (w/amber smith, szerzői kiadás, 2020)
18. We Love You (w/Vulome, szerzői kiadás. 2023)
19. Hooks (w/The Poster Boy, szerzői kiadás, 2023)

Kislemezek és EP-k
1. Pozitív EP (szerzői kiadás, 2001)
2. There Is No Way (Firestation Records, 2001)
3. Hello Sun ("7 bakelit, Phoebe Music, 2005)
4. Hello Sun (Kalinkaland Records, 2005)
5. Were You Thinking of Me? (Mole Listening Pearls, 2005)
6. Sea Eyes (promo) (Kalinkaland Records, 2006)
7. Introspective (M.P.3.Agency, 2007)
8. Time (2009)
9. Square 1 EP (2011)
10. Another Way (2013)
11. Superficial (2021)

## Külső hivatkozások
- Poniklo Imre a Myspace-en
- https://www.facebook.com/ambersmithband